# Olympische Sommerspiele 2012/Teilnehmer (Komoren)
| Gelbes Symbol für Goldmedaillen mit stilisierten Olympischen Ringen | Graues Symbol für Silbermedaillen mit stilisierten Olympischen Ringen | Braundes Symbol für Bronzemedaillen mit stilisierten Olympischen Ringen |
| ------------------------------------------------------------------- | --------------------------------------------------------------------- | ----------------------------------------------------------------------- |
| —                                                                   | —                                                                     | —                                                                       |

Die Komoren nahmen in London an den Olympischen Spielen 2012 teil. Es war die insgesamt fünfte Teilnahme an Olympischen Sommerspielen. Das Comité Olympique et Sportif des Îles Comores nominierte drei Athleten in zwei Sportarten.
Fahnenträgerin bei der Eröffnungsfeier war die Leichtathletin Feta Ahamada.

## Teilnehmer nach Sportarten

### Leichtathletik
Laufen und Gehen
| Athleten           | Wettbewerb   | Vorlauf | Vorlauf | Halbfinale | Halbfinale | Finale | Finale | Rang |
| Athleten           | Wettbewerb   | Zeit    | Rang    | Zeit       | Rang       | Zeit   | Rang   | Rang |
| ------------------ | ------------ | ------- | ------- | ---------- | ---------- | ------ | ------ | ---- |
| Frauen             |              |         |         |            |            |        |        |      |
| Feta Ahamada       | 100 m        | 11,87 s | 7       | –          | –          | –      | –      | 50   |
| Männer             |              |         |         |            |            |        |        |      |
| Maoulida Darouèche | 400 m Hürden | 53,49 s | 7       | –          | –          | –      | –      | 46   |

### Schwimmen
| Athleten          | Wettbewerb     | Vorlauf     | Vorlauf | Halbfinale | Halbfinale | Finale | Finale | Rang |
| Athleten          | Wettbewerb     | Zeit        | Rang    | Zeit       | Rang       | Zeit   | Rang   | Rang |
| ----------------- | -------------- | ----------- | ------- | ---------- | ---------- | ------ | ------ | ---- |
| Frauen            |                |             |         |            |            |        |        |      |
| Ayouba Ali Sihame | 100 m Freistil | 1:14,40 min | 3       | –          | –          | –      | –      | 48   |